# Haute-Vienne
Haute-Vienne là một tỉnh của Pháp, thuộc vùng hành chính Nouvelle-Aquitaine, tỉnh lỵ Limoges, bao gồm 3 quận với các quận lỵ còn lại là: Bellac, Rochechouart.